# Red Hurley

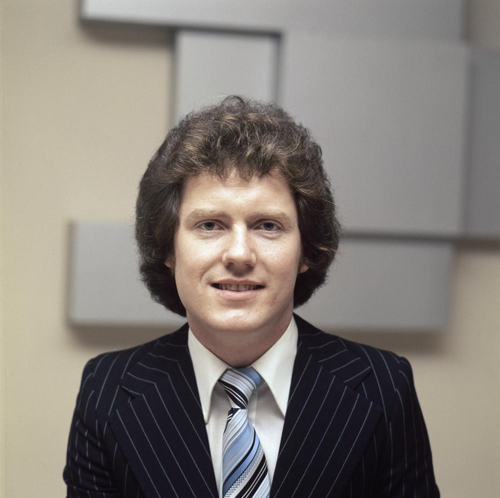
Red Hurley (1976)

Red Hurley (eigentlich: Brian Hurley; * 11. September 1949) ist ein irischer Schlagersänger.

## Leben und Wirken
Seine Musikkarriere begann 1969. Er sang bei der Band The Colours, ab 1970 bei The Wheels und ab 1971 mit The Nevada zusammen.
Ab 1974 wurde er ein erfolgreicher Einzelinterpret. Er hatte in den 1970er Jahren insgesamt vier Nummer-1-Hits und zahlreiche weitere Singles in den irischen Charts.
Er trat beim Eurovision Songfestival 1976 für Irland an und erreichte mit der Ballade When den zehnten Platz.

## Diskografie (Auswahl)

### Alben
| Jahr | Titel               | Höchstplatzierung, Gesamtwochen, AuszeichnungChartsChartplatzierungen (Jahr, Titel, Platzierungen, Wochen, Auszeichnungen, Anmerkungen) | Anmerkungen |
| Jahr | Titel               | IE | Anmerkungen |
| ---- | ------------------- | --- | ----------- |
| 2006 | You’re Still You    | IE38 (6 Wo.)IE |             |
| 2006 | Always There For Me | IE20 (5 Wo.)IE |             |
| 2008 | The Hits Album      | IE33 (5 Wo.)IE |             |

### Singles
| Jahr | Titel Album       | Höchstplatzierung, Gesamtwochen, AuszeichnungChartsChartplatzierungen (Jahr, Titel, Album, Platzierungen, Wochen, Auszeichnungen, Anmerkungen) | Anmerkungen |
| Jahr | Titel Album       | IE | Anmerkungen |
| ---- | ----------------- | --- | ----------- |
| 2006 | We Were In Love – | IE27 (4 Wo.)IE |             |